# Lagoon catamaran
Lagoon est une marque de catamarans français appartenant au Groupe Bénéteau. Lagoon est le leader mondial du catamaran de croisière avec plus de 7 000 catamarans construits depuis 1984. Le chantier naval produit des unités allant de 38 à 82 pieds destinées au marché de la croisière (vacances sur l'eau avec ou sans skipper). 

## Histoire
Lagoon est initialement créé en 1984 par le département Jeanneau Techniques Avancées (JTA) de Jeanneau puis est racheté par le Groupe Bénéteau lors du rachat de Jeanneau en 1995.
Lagoon produit des catamarans de croisière à voile et à moteurs. Les catamarans sont dessinés par VPLP design.
Les coques et ponts des bateaux Lagoon sont composés d'une âme en balsa prise en sandwich entre des tissus de fibre de verre puis moulés par infusion sous vide. Les bateaux de moins de 15 mètres sont construits à Belleville-sur-Vie puis mis à l'eau aux Sables-d'Olonne en Vendée. Les bateaux au-delà de 15 mètres sont construits sur le site de CNB à Bordeaux.
Le premier catamaran produit est un Lagoon 55 en 1987,.

## Modèles

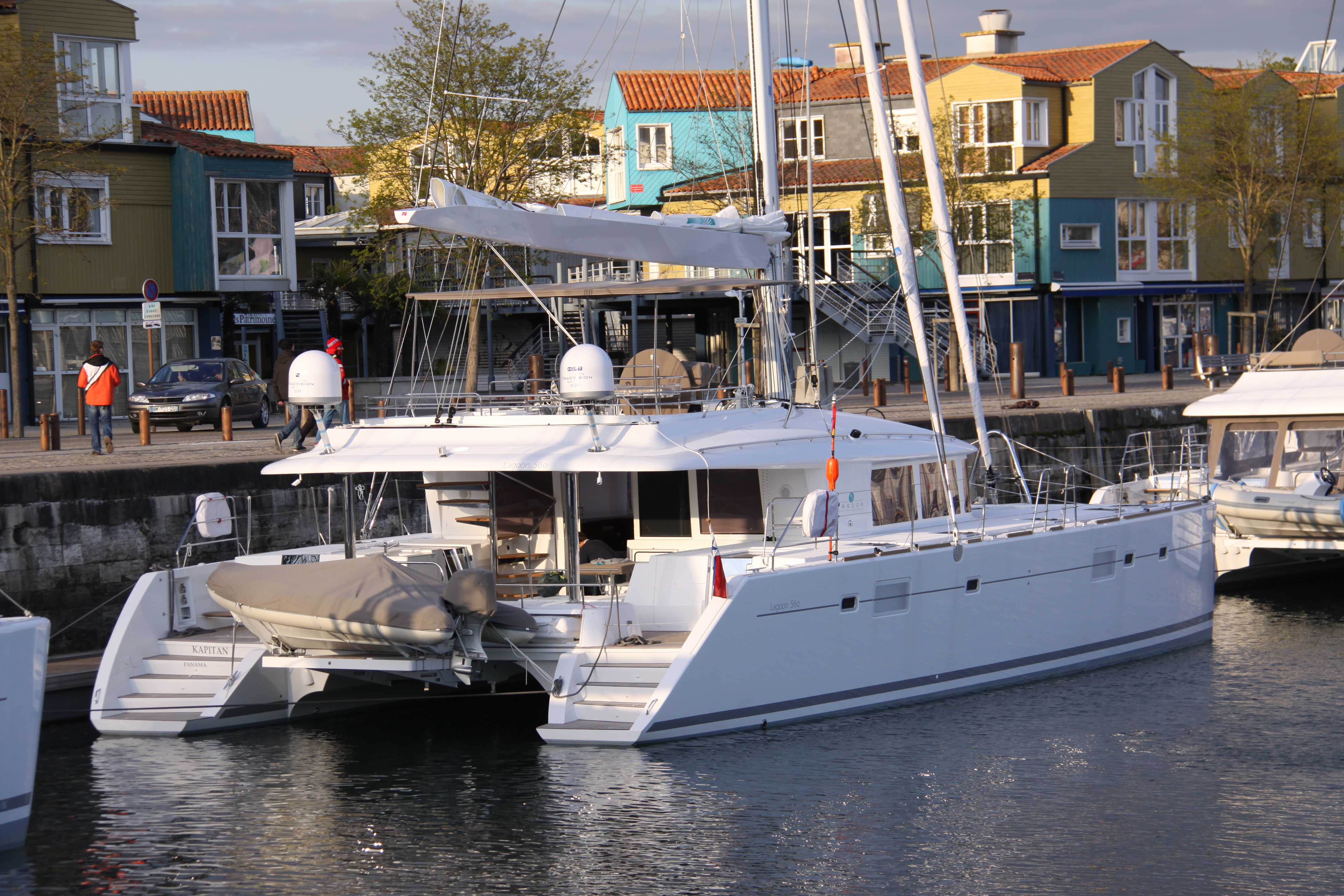
Lagoon 560

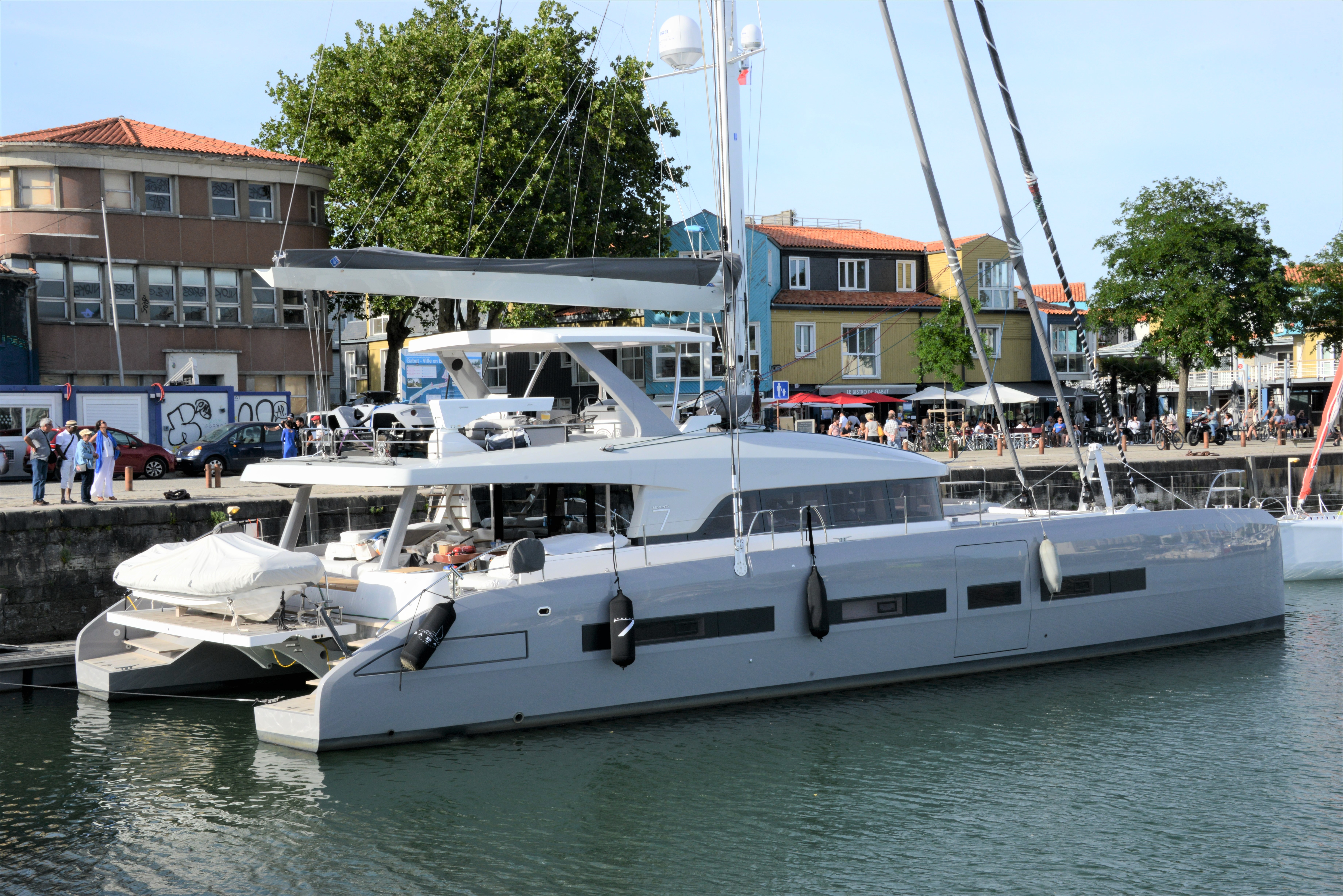
Lagoon seventy 7

Liste des modèles: (les modèles commercialisés en 2025 sont en gras)
- 1ere génération
  - Lagoon 37 (1991)
  - Lagoon 42 (1990)[6]
  - Lagoon 47 (1992)
  - Lagoon 55 (1987)
  - Lagoon 57 (1994)
- 2eme génération
  - Lagoon 380 (1999-2019)
  - Lagoon 410 (1997)
  - Lagoon 470 (1998)
  - Lagoon 570 (2000)
- 3eme génération
  - Lagoon 400 (2009)
  - Lagoon 420 (2006)
  - Lagoon 421 (2011)
  - Lagoon 440 (2004)
  - Lagoon 450F - Flybridge (2010)
  - Lagoon 450S - Sport (2010)
  - Lagoon 500 (2005)
  - Lagoon 560 (2010)
  - Lagoon 620 (2009)
- 4eme génération 
  - Lagoon 39 (2013)
  - Lagoon 42 (2016)
  - Lagoon 52F - Flybridge (2012)
  - Lagoon 52S - Sport (2012)
- 5e génération
  - Lagoon 40 (2017)
  - Lagoon 46 (2018)
  - Lagoon 50 (2017)
  - Lagoon 52 (2017)
  - Lagoon 55 (2021)
  - Lagoon SIXTY 5 (2020)
  - Lagoon SEVENTY 7 (2017)
- 6e génération 
  - Lagoon 38 (2025)
  - Laggon 43 (2024)
  - Lagoon 51 (2022)
  - Lagoon 60 (2024)
  - Lagoon EIGHTY 2 (2024)

- Lagoon Motor Yacht 
  - Lagoon Power 43 (2000) (moteurs)
  - Lagoon Power 44 (2006) (moteurs)
  - Lagoon 630 MY (2014) (moteurs)
  - Lagoon SIXTY 7 (2019) (moteurs)
  - Lagoon SEVENTY 8 (2017) (moteurs)
  - Lagoon EIGHTY 3 (2025) (moteurs)

Les 2 premiers chiffres des modèles font référence à la longueur en pieds des bateaux.
Depuis les Lagoon 39 et 52 en 2012, le mât est reculé et permet d'avoir une voile d'avant auto-vireuse plus grande et plus facile d'usage. Le mât est ainsi plus près du centre du bateau. Le tangage, qui nuit au confort et à la performance, en est réduit.